# Lengua controlada
Una lengua controlada es una forma especial de comunicación basada en una lengua natural (una lengua utilizada espontáneamente por un grupo) de la cual se utiliza un vocabulario restringido y construcciones gramaticales consideradas simples.
El uso principal de lenguas controladas es la difusión de material y contenidos a grandes audiencias que no tienen un conocimiento avanzado de la lengua base. Por ejemplo en compañías multinacionales para la redacción de manuales, o en la divulgación de actividades comunitarias en grupos de inmigrantes.
Tradicionalmente, las lenguas controladas se dividen en dos grandes tipos.
- Las llamadas "simplificadas" o técnicas", que mejoran la legibilidad para lectores humanos. Ejemplos: Inglés Técnico Simplificado, Inglés Técnico de Caterpillar, el Inglés Sencillo de IBM, que se utilizan en la industria para aumentar la calidad de la documentación técnica y, además, simplificar la traducción asistida de la documentación. Estas lenguas restringen al redactor mediante reglas generales, como «escribir frases cortas», «evitar el uso de pronombres», «utilizar sólo palabras aprobadas por el diccionario» y «utilizar sólo la voz activa».[3]
- Las que permiten un análisis semántico automático fiable de la lengua; tienen una sintaxis y semántica formales, y se pueden adaptar a un lenguaje formal existente. Se pueden utilizar como lenguas de representación del conocimiento.[4] Su escritura se basa en comprobaciones totalmente automáticas de coherencia y redundancia, respuesta a consultas, etc.